# Simatorkis Sisoma
Simatorkis Sisoma is een bestuurslaag in het regentschap Tapanuli Selatan van de provincie Noord-Sumatra, Indonesië. Simatorkis Sisoma telt 3073 inwoners (volkstelling 2010).